# Habitatge al passeig del Born, 16 (Barcelona)
L'Habitatge al passeig del Born, 16 és una obra amb elements gòtics de Barcelona protegida com a Bé Cultural d'Interès Local.

## Descripció
L'habitatge al passeig del Born 16 està ubicat al bell mig d'aquest emblemàtic paratge del barri de la Ribera de Barcelona. Es tracta d'un edifici entre mitgeres, en una parcel·la molt estreta. Aquest immoble, amb moltes variacions al llarg del temps, consisteix en una planta baixa amb un comerç i fins a tres plantes pis.
La primera planta, amb uns pilars visibles i massissos, de planta quadrada i aparentment formats per carreus grans quadrangulars, molt ben escairats. A partir d'aquest punt, en les plantes superiors, s'observa un aparell molt diferent, de blocs petits i escairats, disposats de manera molt ordenada. A la primera planta hi ha dues obertures amb balcó de voladís, ambdós amb llinda de pedra de carreus grans i ben disposats, el de la dreta està més alterat. Al segon pis, hi ha una finestra amb llinda de pedra a l'esquerra i una petita obertura sense voladís, també amb llinda de pedra. Al darrer pis, s'observa a l'esquerra mig finestral gòtic i a la dreta una obertura amb balcó sense voladís. En el buit entre aquests dos elements s'hi observa un panot d'arrebossat que sembla ocultar, a partir de certs detalls observats a les vores i el parament, un possible solà de columnes. La cornisa, amb teula, és prominent vers l'exterior.
En aquest edifici es poden observar diversos elements que podrien retreure la construcció de l'immoble als segles XV o XVI, com el finestral gòtic de la tercera planta, l'aparell emprat i inclús el possible solà de la tercera planta. Altres, però, demostren importants refaccions que es podrien datar a voltes del segle xviii. Es tracta de les característiques de l'aparell de la planta baixa i les llindes de les obertures. A part, d'això, l'estat de conservació de la façana es pot considerar prou bo.